# George Broussard
George Broussard est un producteur et un concepteur de jeux vidéo.
Il est connu pour être l'un des deux créateurs de la série Duke Nukem (le second étant Todd Replogle).
Broussard utilisait l'alias de Micro F/X pour ses premiers jeux. En 1991, il rejoint Scott Miller en tant que copropriétaire de Apogee Software.